# Heathrow Connect
Heathrow Connect era un servizio ferroviario operato da Heathrow Express e First Great Western, che collegava l'aeroporto di Heathrow con la stazione di Paddington. Il servizio seguiva la stessa rotta del veloce Heathrow Express ma fermava a delle stazioni intermedie a differenza del primo che rimane invece un servizio non stop. Esso partiva dalla piattaforma 12 dalla stazione di Paddington ed aveva una frequenza semioraria.
Il servizio, entrato in funzione il 12 giugno 2005, serviva le stazioni di Heathrow Central e di Heathrow Terminal 4 (che ne era il capolinea). L'Heathrow Express (a partire dal 2008) e la metropolitana di Londra, Piccadilly Line, raggiungono invece la stazione di Heathrow Terminal 5. Cessò le operazioni il 19 maggio 2018, quando fu assorbito dal servizio TfL Rail, in previsione del passaggio alla nuova linea Elizabeth, passaggio avvenuto in seguito il 24 maggio 2022.
In seguito all'apertura di Heathrow Terminal 5 nel 2008, che divenne il nuovo capolinea dell'Heathrow Express, Heathrow Connect fornì un servizio navetta fra Heathrow Terminal 4 e  Heathrow Central per connettersi con l'Heathrow Express in quest'ultima stazione. Questo servizio è in seguito passato alla gestione diretta dell'Heathrow Express.

## Tariffe
Le tariffe fra Paddington e Hayes & Harlington erano le stesse che per i servizi First Great Western, ma la tariffa di corsa semplice fra Hayes e Heathrow era di £ 6,30 (nel gennaio 2018). La Oyster Card, la Travelcard ed il Freedom Pass non erano validi sui servizi fra Hayes & Harlington e Heathrow, ma potevano essere usate sul rimanente percorso della linea.
Il servizio era stato studiato essenzialmente per i dipendenti dell'aeroporto e degli abitanti della zona occidentale di Londra che viaggiavano verso Heathrow o Paddington, che disponevano di una riduzione sulle tariffe intere. In origine la linea non era stata intesa come meno costosa ma soltanto meno veloce alternativa all'Heathrow Express da Paddington ad Heathrow: tutti i servizi Connect venivano infatti sorpassati da treni Express lungo la loro rotta ed in partenza da Paddington veniva annunciata la destinazione finale per Hayes & Harlington.
L'Heathrow Connect veniva comunque pubblicizzato come una soluzione più economica per raggiungere Paddington da Heathrow e viceversa, con una tariffa solo andata di £ 10,30 (meno della metà rispetto alla tariffa dell'Heathrow Express, anche se quasi il doppio rispetto alla metropolitana) ed una durata del viaggio di 25 minuti rispetto ai 15 del servizio Express.

## Treni

### Flotta
Heathrow Connect usava treni della Classe 360 a cinque carrozze.

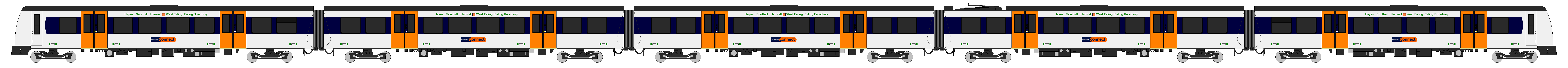
Treno della Classe 360

| Treno            | Immagine | Tipo                   | Velocità massima | Velocità massima | Numero treni | Linea                              | Costruzione |
| Treno            | Immagine | Tipo                   | mph              | km/h             | Numero treni | Linea                              | Costruzione |
| ---------------- | -------- | ---------------------- | ---------------- | ---------------- | ------------ | ---------------------------------- | ----------- |
| Class 360 Desiro |          | electric multiple unit | 100              | 160              | 5            | Paddington - Aeroporto di Heathrow | 2002 - 2003 |